# Мазури (Підляське воєводство)
Мазури (пол. Mazury) — село в Польщі, у гміні Високе-Мазовецьке Високомазовецького повіту Підляського воєводства.
Населення — 149 осіб (2011).
У 1975-1998 роках село належало до Ломжинського воєводства.

## Демографія
Демографічна структура станом на 31 березня 2011 року:
|          | Загалом | Допрацездатний вік | Працездатний вік | Постпрацездатний вік |
| -------- | ------- | ------------------ | ---------------- | -------------------- |
| Чоловіки | 71      | 11                 | 48               | 12                   |
| Жінки    | 78      | 23                 | 38               | 17                   |
| Разом    | 149     | 34                 | 86               | 29                   |